# Stronnictwo Narodowo-Demokratyczne
Stronnictwo Narodowo-Demokratyczne, též Stronnictwo Demokratyczno-Narodowe (zkratka SDN), česky Národně demokratická strana, byla nacionalistická politická strana působící od roku 1905 mezi polskou populací tehdejšího Rakouska-Uherska, která ideově vzešla z národně demokratického hnutí (Narodowa Demokracja, též Endecja, podle zkratky ND, česky národní demokraté, též všepoláci).

## Historie
Národní demokracie byl široký politický směr, který od konce 19. století vyvíjel činnost mezi Poláky ve všech třech regionech rozděleného Polska. Ideově čerpal z názorů Romana Dmowského. Postupně přecházel od volnějších názorových skupin a organizací k formálním stranickým subjektům. Stronnictwo Narodowo-Demokratyczne vzniklo jako ilegální organizace v ruském záboru Polska již v roce 1897. V roce 1905 byla v Rakousku-Uhersku tato strana ustavena jako legální, oficiální politický subjekt, zatímco v ruském záboru setrvávala v poloilegálním stavu a v pruském záboru byla založena politická strana Polskie Towarzystwo Demokratyczne.
Ke straně Stronnictwo Narodowo-Demokratyczne v Rakousku-Uhersku se hlásili představitelé buržoazie, maloměšťanstva, střední šlechty a inteligence. V programových otázkách se strana hlásila k nacionalismu, liberalismu a třídní solidaritě. Národní demokraté prosazovali teritoriální program obnovy polského státu, nikoliv v etnických ale historických hranicích (tedy včetně rozsáhlých oblastí obývaných Němci, Litevci nebo východními Slovany). V jejich ideologii hrál významnou roli antisemitismus.
Okolo roku 1910 se strana sbližovala s východohaličskými polskými konzervativci (tzv. podolacy). Oba proudy spojoval kritický postoj k osobě Michała Bobrzyńského, tehdejšího místodržícího Haliče, který patřil k politické skupině stańczyků. Předákem Stronnictwa Narodowo-Demokratyczneho v Haliči byl tehdy Stanisław Głąbiński. Strana zásadně odmítala snahy o vznik ukrajinské univerzity ve Lvově. Měla své zastoupení i v celostátním parlamentu, Říšské radě, kde v jistých obdobích náležela do střechového poslaneckého Polského klubu. V květnu 1918 ale předák její parlamentní skupiny Aleksander Skarbek oznámil, že na Říšské radě bude utvořen samostatný národně demokratický klub. V červenci 1918 se k němu hlásilo sedm poslanců.
V meziválečném Polsku Stronnictwo Narodowo-Demokratyczne vplynulo do celostátního vlivného národně demokratického bloku, který dominoval ve straně Związek Ludowo-Narodowy. Koncem 20. let pak národní demokraté utvořili Stronnictwo Narodowe.